# Tyrrell 012

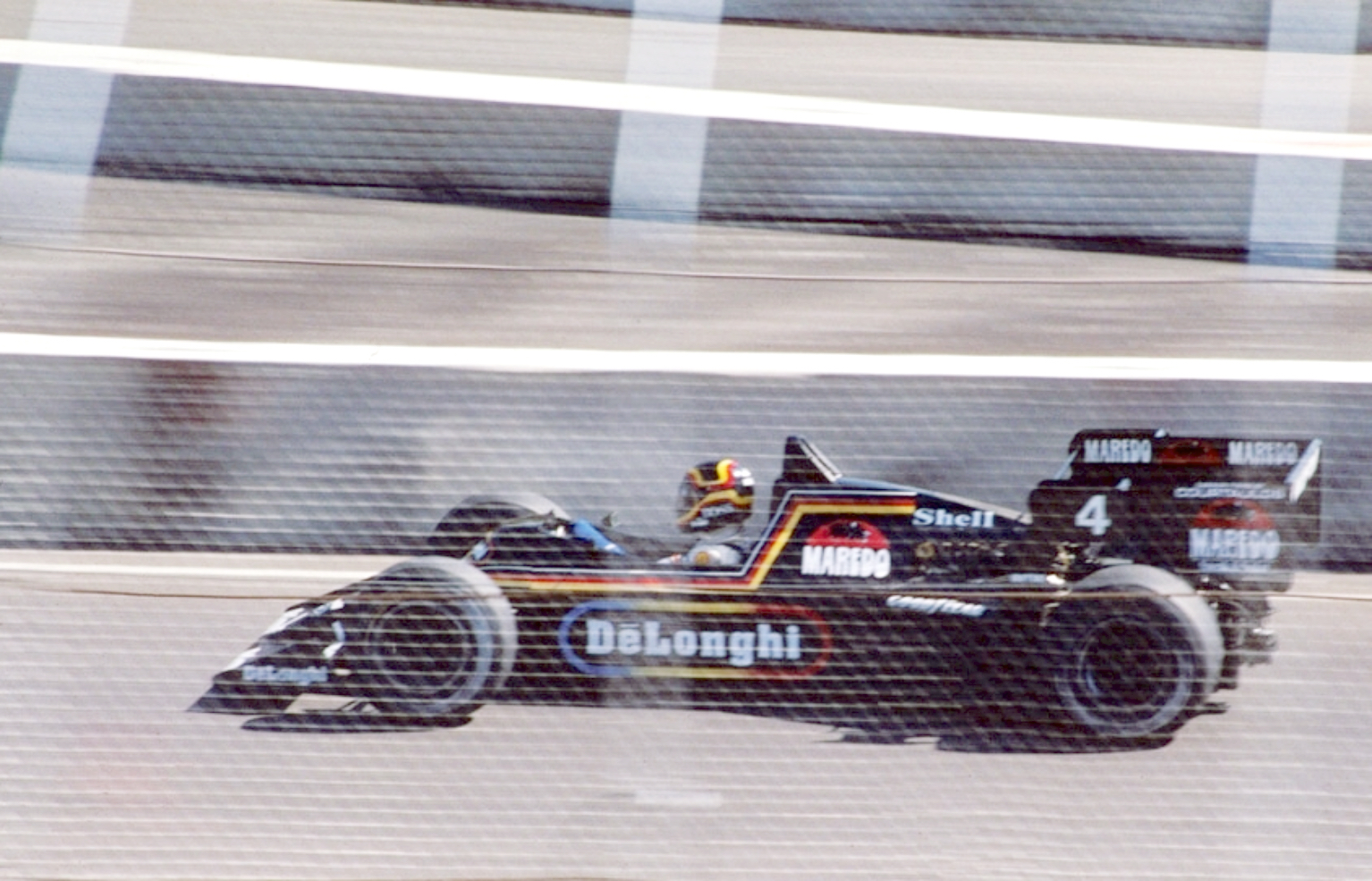
O 012 da temporada 1984.

O 012  é o modelo utilizado da Tyrrell na temporada de 1983 a partir do GP da Áustria até 1984 no GP da Holanda quando a equipe foi excluída no Mundial por irregularidades no combustível e lastro ilegal nos carros após análise na prova em Detroit. A equipe perdeu todos os pontos conquistados, medida aplicada aos pilotos também e ela foi banida de competir as provas restantes do campeonato. A Tyrrell retornou em 1985 utilizando o modelo até o GP da Áustria de Fórmula 1. Condutores: Michele Alboreto, Danny Sullivan, Martin Brundle, Stefan Bellof, Stefan Johansson e Mike Thackwell.

## Resultados[2]
(legenda) 
| Ano  | Chassi | Motor                | N° | Pilotos          | 1     | 2     | 3     | 4     | 5     | 6     | 7     | 8     | 9     | 10    | 11    | 12   | 13    | 14    | 15    | 16  | Pontos | Posição |  |
| ---- | ------ | -------------------- | -- | ---------------- | ----- | ----- | ----- | ----- | ----- | ----- | ----- | ----- | ----- | ----- | ----- | ---- | ----- | ----- | ----- | --- | ------ | ------- |  |
|      |        |                      |    |                  |       |       |       |       |       |       |       |       |       |       |       |      |       |       |       |     |        |         |  |
|      |        |                      |    |                  | BRA   | USW   | FRA   | SMR   | MON   | BEL   | USE   | CAN   | GBR   | GER   | AUT   | HOL  | ITA   | EUR   | RSA   |     |        |         |  |
| 1983 | 012    | Ford Cosworth DFY V8 | 3  | Michele Alboreto |       |       |       |       |       |       |       |       |       |       | Ret G | 6 G  | Ret G | Ret G | Ret G |     | 1 (12) | 7º      |  |
| 1983 | 012    | Ford Cosworth DFY V8 | 4  | Danny Sullivan   |       |       |       |       |       |       |       |       |       |       |       |      |       | Ret G | 7 G   |     | 1 (12) | 7º      |  |
|      |        |                      |    |                  |       |       |       |       |       |       |       |       |       |       |       |      |       |       |       |     |        |         |  |
|      |        |                      |    |                  | BRA   | RSA   | BEL   | SMR   | FRA   | MON   | CAN   | USE   | DAL   | GBR   | GER   | AUT  | NED   | ITA   | EUR   | POR |        |         |  |
| 1984 | 012    | Ford Cosworth DFY V8 | 3  | Martin Brundle   | DSQ G | DSQ G | DSQ G | DSQ G | DSQ G | NQ G  | DSQ G | DSQ G | NQ G  |       |       |      |       |       |       |     | 02     | EX      |  |
| 1984 | 012    | Ford Cosworth DFY V8 | 3  | Stefan Johansson |       |       |       |       |       |       |       |       |       | DSQ G | DSQ G | NQ G | DSQ G |       |       |     | 02     | EX      |  |
| 1984 | 012    | Ford Cosworth DFY V8 | 4  | Stefan Bellof    | DSQ G | DSQ G | DSQ G | DSQ G | DSQ G | DSQ G | DSQ G | DSQ G | DSQ G | DSQ G |       | NQ G | DSQ G |       |       |     | 02     | EX      |  |
| 1984 | 012    | Ford Cosworth DFY V8 | 4  | Mike Thackwell   |       |       |       |       |       |       |       |       |       |       | NQ G  |      |       |       |       |     | 02     | EX      |  |
|      |        |                      |    |                  |       |       |       |       |       |       |       |       |       |       |       |      |       |       |       |     |        |         |  |
|      |        |                      |    |                  | BRA   | POR   | SMR   | MON   | CAN   | USE   | FRA   | GBR   | GER   | AUT   | NED   | ITA  | BEL   | EUR   | RSA   | AUS |        |         |  |
| 1985 | 012    | Ford Cosworth DFY V8 | 3  | Martin Brundle   | 8 G   | Ret G | 9 G   | 10 G  | 12 G  | Ret G |       |       |       |       |       |      |       |       |       |     | 43     | 9º      |  |
| 1985 | 012    | Ford Cosworth DFY V8 | 4  | Stefan Bellof    |       | 6 G   | Ret G | NQ G  | 11 G  | 4 G   | 13 G  | 11 G  |       |       |       |      |       |       |       |     | 43     | 9º      |  |
| 1985 | 012    | Ford Cosworth DFY V8 | 4  | Stefan Johansson | 7 G   |       |       |       |       |       |       |       |       |       |       |      |       |       |       |     | 43     | 9º      |  |
| 1985 | 012    | Ford Cosworth DFY V8 | 4  | Martin Brundle   |       |       |       |       |       |       |       |       | 10 G  | NQ G  |       |      |       |       |       |     | 43     | 9º      |  |

↑1  Alboreto marcou 9 pontos e Sullivan 2 no total de 11 pontos com o Tyrrell 011.
↑2  A escuderia perdeu todos os pontos e foi excluída do campeonato por ter utilizado combustível adulterado e lastro ilegal. Os pilotos da escuderia britânica também perderam todos os pontos conquistados e foram excluídos do campeonato. Os GPs: Itália, Europa e Portugal, a escuderia foi devidamente banida. 
↑3  Capelli marcou 3 pontos com o Tyrrell 014 equipado com o motor Renault Turbo.